# Утрехтська мережа
У́трехтська мере́жа — асоціація університетів Європи, що сприяє інтернаціоналізації вищої освіти завдяки літнім школам, обміну студентами та викладачами, взаємному присвоєнні ступенів.

## Члени мережі
| Австрія - Грацький університет Бельгія - Антверпенський університет Велика Британія - Королівський університет (Белфаст) - Університет Галла Греція - Університет Аристотеля Данія - Оргуський університет Естонія - Тартуський університет Ірландія - Національний університет Ірландії (Корк) Італія - Болонський університет Ісландія - Університет Ісландії Іспанія - Мадридський університет Латвія - Латвійський університет Литва - Вільнюський університет Мальта - Мальтійський університет Нідерланди - Утрехтська школа мистецтв - Утрехтський університет |  | Німеччина - Рурський університет - Лейпцизький університет Норвегія - Бергенський університет Польща - Яґеллонський університет Португалія - Коїмбрійський університет Румунія - Яський університет Словаччина - Університет Коменського Словенія - Люблянський університет Угорщина - Будапештський університет Фінляндія - Гельсінський університет Франція - Лілльський університет - Лілльський університет природничих та технічних наук — Лілль I - Університет здоров'я та права — Лілль II - Університет імені Шарля де Ґолля — Лілль III - Страсбурзький університет Чехія - Університет Масарика Швейцарія - Базельський університет |